# Dokořán
Dokořán je české nakladatelství se zaměřením zejména na populárně-naučnou a odbornou literaturu s výběrovými přesahy do kvalitní beletrie a poezie. Společnost s ručením omezeným sídlí v Praze na Smíchově. Roku 2001 ji založili Zdeněk Kárník ml. a Marek Pečenka.
Za 10 let existence nakladatelství vydalo přes 400 knih. Mezi autory nakladatelství patří Václav Cílek, Václav Klaus, Stanislav Komárek, Ludvík Vaculík, John D. Barrow, Niall Ferguson, Malcolm Gladwell, Stephen Hawking, Bjørn Lomborg, Simon Schama, Christian Norberg-Schulz, Mariusz Szczygieł, Jeremy Clarkson, Michio Kaku, Mario Livio a další.
Knihy jím vydané získaly řadu významných ocenění (Cena Toma Stopparda, Cena VIZE 97, Cena Miroslava Ivanova aj.). Kniha Mariusza Szczygła Gottland, reportážně-esejistickým způsobem mapující posledních sto let české historie, byla – vedle řady jiných ocenění – vyhlášena Evropskou knihou roku 2009.

## Ediční řady k lednu 2011
Populárně-naučné řady Aliter a Zip (ve spolupráci s nakladatelstvím Argo), Zlom, „Politicky nekorektní“ knihovnička, Průvodce pro každého, dále odborně zaměřené Bod a Dvanáct, výtvarně orientovaná Pergamen, vybraná poezie Mocca, imaginativní Neviditelná knihovna, výtvarně vypravené drobné prózy Netopýr ad.